# Mesolithischer Fundplatz Rottenburg-Siebenlinden
Der mesolithische Fundplatz Rottenburg-Siebenlinden ist ein archäologischer Fundplatz im Ortsteil Siebenlinden von Rottenburg am Neckar (Baden-Württemberg). Bei den seit 1990 im Vorfeld von Baumaßnahmen freigelegten Befunden handelt es sich um mehrere mesolithische (mittelsteinzeitliche) Lagerplätze, die als Rottenburg-Siebenlinden 1-5 bezeichnet werden.
Zusätzlich zur enormen Fülle an Fundstücken, die eine Vielzahl an Steinartefakten, Werkzeugen und tierischen wie pflanzlichen Überresten umfassen, lassen sich hier dank der außergewöhnlich guten Erhaltung auch die zugehörigen Feuerstellen, die Standorte der Behausungen und in ihrer Nutzung verschiedene Arbeitsplätze nachweisen. Von Bedeutung ist Siebenlinden vor allem deshalb, weil es zu den wenigen noch greifbaren Freilandstationen des Mesolithikums gehört.

## Forschungsgeschichte
1987 wurde bei Bauarbeiten im Rottenburger Industriegebiet Siebenlinden eine eisenzeitliche Siedlung entdeckt, bei späteren Grabungen 1990 wurden noch weitere Siedlungsspuren aus der Hallstatt- und La-Tène-Zeit entdeckt, auch fanden sich neolithische Reste. Die mesolithischen Fundhorizonte wurden erst später bemerkt, als am Grund einer Siedlungsgrube rötliche Verfärbungen des Bodens, die mit Silexartefakten vergesellschaftet waren, freigelegt wurden, die als Feuerstellen identifiziert wurden.
 Die anschließende, auf die mesolithischen Schichten abzielende Ausgrabung erbrachte den Fundplatz Siebenlinden 1. 1991 wurde 80 Meter südlich von Siebenlinden 1 ein weiterer Komplex freigelegt, der die Bezeichnung Siebenlinden 2 erhielt, ebenso wie eine weitere Fundstelle, Siebenlinden 3, in 85 Meter südsüdöstlicher Entfernung von Siebenlinden 1. 2001 kam Siebenlinden 4 hinzu, bis 2004 auch noch ergänzt durch Siebenlinden 5. Die Untersuchung und Auswertung des Fundmaterials ist bis zum heutigen Tag nicht vollständig abgeschlossen, so sind die faunistischen Überreste zum Teil noch nicht eindeutig bestimmt.

## Stratigraphie und Datierung
Der Boden in Siebenlinden besteht aus Hochflutsedimenten, die auf größeren Schichten von Flussschotter ruhen. Die Stratigraphie in Rottenburg-Siebenlinden ist relativ klar unterteilt. Die vorhandenen Schichten umfassen neun Sedimentzonen, die wiederum in insgesamt acht Fundhorizonte untergliedert werden. Teils überschneiden sich die Fundhorizonte zwischen den einzelnen Fundkomplexen stark, weshalb im Folgenden Siebenlinden 3 bis 5 auch zusammen genannt werden. Ging man zunächst noch davon aus, dass es sich bei den einzelnen Arealen um unterschiedliche Stationen handeln müsste, so ist heute ersichtlich, dass es wohl in weiten Teilen größere zusammenhängende Stationen sind.
Siebenlinden 1 verfügt über zwei Fundhorizonte, Horizont I datiert in Beuronien C, Horizont II in Beuronien B. Horizont I in Siebenlinden 2, der einzige Fundhorizont von Siebenlinden 2, datiert wie Horizont I in Siebenlinden 1 in Beuronien C. Siebenlinden 3 bis 5 wiederum führen vier archäologische Horizonte, wobei von diesen nur drei in das Mesolithikum fallen. Horizont I führt verschiedenste Funde, die vom Neolithikum bis in die heutige Zeit reichen, Horizont Iu gehört rein ins Neolithikum. Horizont II ist spätmesolithisch, Horizont III fällt in Beuronien C und korrespondiert damit mit den Horizonten I in Siebenlinden 1 und 2. Der letzte zu nennende archäologische Horizont ist Horizont IV aus dem Beuronien B, der wiederum Horizont II in Siebenlinden 1 entspricht.
Für 15 Objekte lagen bis zum Jahr 2003 14C-Datierungen vor, insgesamt 13 dieser Messungen passten zum für den jeweiligen Fundhorizont angenommenen Zeitraum. Die beiden unpassenden Ergebnisse widersprechen der vermuteten Datierung zwar, sind aber wohl lediglich durch Einmischung in die Stratigraphie in die betreffenden Schichten gelangt, so zum Beispiel ein 125 Jahre alter Schafsknochen, der sich in Horizont I in Siebenlinden 2 fand. Inzwischen gibt es mindestens 60 14C-Datierungen, die ebenfalls weitestgehend die angenommenen zeitlichen Einordnungen bestätigen.

## Funde
In Siebenlinden wurden weit über 5000 Silexartefakte gefunden. Die drei größten Inventare stammen aus dem Horizont II von Siebenlinden 1, Siebenlinden 2 und dem Horizont II von Siebenlinden 3. Diese drei Fundkonzentrationen datieren in unterschiedliche Epochen, so gehören die Funde aus Horizont II von Siebenlinden 1 ins ältere Boreal, Siebenlinden 2 an das Ende des Boreals beziehungsweise den Beginn des Atlantikums und Horizont II von Siebenlinden 3 datiert ins mittlere Atlantikum. 98 % der Stücke bestehen aus Muschelkalkhornstein oder Jurahornstein. Der Muschelkalkhornstein wurde wohl in der Nähe des Lagerplatzes gesammelt, auch die seltener vorkommenden Stücke aus Quarz oder Quarzit sind wohl regionaler Herkunft. Anders verhält es sich mit dem in zwei Varianten vorliegendem Jurahornstein. Die erste Variante, nämlich Weissjurahornstein kommt in der Region nicht vor, das nächstliegende Verbreitungsgebiet dieses Gesteins befindet sich in 20 Kilometer Entfernung. Die zweite Variante ist brauner Hornstein, auch dieser tritt erst in 50 Kilometer Entfernung von Siebenlinden auf, somit kann dieses Material ebenfalls als importierter Rohstoff gelten. Die verschiedenen Rohmaterialien sind in allen Fundhorizonten vertreten, jedoch in unterschiedlicher Häufigkeit, so finden sich in Horizont II von Siebenlinden 1 70 % Weissjurahornstein, während es in Horizont II von Siebenlinden 3 nur 40 % sind. Die Grundformen der unmodifizierten Klingen unterscheiden sich nicht in größerem Ausmaß. Die Mehrzahl dieser Objekte ist gebrochen, einige liegen auch vollständig vor. Zwischen den Inventaren bestehen nur unwesentliche Unterschiede, so haben fast alle Klingen eine Länge von 2 bis 3 cm und sind im Durchschnitt zwischen 7 und 9 mm breit und 2 bis 3 mm dick. Nicht nur die Grundformen, sondern auch die Kerne variieren kaum. Nahezu jedes Inventar in Siebenlinden enthält viele getemperte Artefakte, in Horizont II von Siebenlinden 1 sind sogar 67 % der Artefakte mit Feuer beeinflusst worden.
 Die modifizierten Artefakte sind typisch für das Mesolithikum, es liegen die klassischen geometrischen Formen bei den Mikrolithen vor, auch gibt es eine große Menge Makrolithen. Bei den makrolithischen Geräten überwiegen die lateral retuschierten Klingen und Abschläge, welche in allen Horizonten vorkommen. Manche Stücke kommen nur einmal vor, so zum Beispiel ein Klopfer, der aus einem Restkern angefertigt wurde. Auch sind für das Mesolithikum Baden-Württembergs untypische Geräteformen vorhanden, zum Beispiel Stichel. Charakteristisch für die Fundhorizonte sind unterschiedliche Formen von Mikrolithen, diese existieren mit Ausnahme von Horizont I in Siebenlinden 1 in allen Fundhorizonten. Der spätmesolithische Horizont II in Siebenlinden 3 führt trapezförmige Vierecksmikrolithen, überwiegend sind diese in ihrer Ausführung sehr regelmäßig, Dreiecksmikrolithen fehlen. Horizont III und Horizont IV von Siebenlinden 3 enthalten hauptsächlich Dreiecksmikrolithen, von den dreizehn in Horizont III gefundenen Mikrolithen sind acht ungleichschenklig, unter den sieben Mikrolithen in Horizont IV dominieren hingegen mit fünf Exemplaren die gleichschenkligen Stücke. Das Inventar aus dem einzigen Horizont in Siebenlinden 2 besteht wie im zeitlich korrespondierenden Horizont III in Siebenlinden 3 in der Mehrzahl aus ungleichschenkligen Dreiecksmikrolithen. Zuletzt sei noch Horizont II in Siebenlinden I, mit 36 Mikrolithen der umfangreichste Befund, erwähnt, hier liegen, wie im entsprechenden Horizont IV in Siebenlinden 3, gleichschenklige Dreiecksmikrolithen vor.
Eine große Fundgruppe bilden auch die Felsgesteinartefakte, also jene Steinartefakte, die nicht aus Silex bestehen. Im Fall von Siebenlinden handelt es sich beim Material meist um Muschelkalk oder Keupersandstein. Artefakte aus Felsgestein existieren in Horizont I von Siebenlinden 1, wo sich ein Schlagstein fand, in Horizont II von Siebenlinden 1, hier liegen zum Beispiel Schlagsteine und Schleifplatten vor, und in Siebenlinden 2, wo ein Schlagstein, Chopping Tools und ein Rillenstein entdeckt wurden. Von Bedeutung ist auch ein Splitter von einem geschliffenen Steinbeil, der in Horizont III in Siebenlinden 4 lag, somit aus dem Beuronien C stammt und eines der frühesten geschliffenen Objekte überhaupt darstellt.
Ein weiterer Befund sind verschiedene Formen von Feuerstellen, insgesamt können vier Varianten unterschieden werden. Es liegen ebenerdige Feuerstellen ohne jede Konstruktion vor, ebenso wie solche mit Steinumrandung, auch gibt es einen Typus, bei dem lediglich eine flache Mulde im Boden angelegt wurde, der mit Flussgeröllen gepflastert ist. Diese letzte Gruppe stellt auch die komplizierteste Bauweise dar, die gepflasterten Herdstellen wurden wohl auch immer wieder gereinigt.
 An botanischen Überresten ist in Siebenlinden für eine Fundstelle mit mineralischem Boden überdurchschnittlich viel erhalten. Bei dem gefundenen Material handelt es sich ausschließlich um verkohlte Pflanzenreste, entweder in Form von Holzkohle oder verbrannten Früchten und Samen. Unter den Funden befinden sich Ahorn, Hasel, Ulme, Esche, Buche, Eiche, Kiefer, Tanne und weitere nicht genauer bestimmte Laub- und Nadelhölzer. Auch finden sich Reste von Rutenmelde, Rübenkohl, Himbeere, Haselnuss, Gänsefuß, Knöterich und Holzapfel. Vor allem Haselnussschalen finden sich in beträchtlicher Anzahl, was für mesolithische Fundplätze durchaus typisch ist.
 Faunistische Überreste gab es in allen Horizonten, allein bei den Ausgrabungen in Siebenlinden 3 fanden sich über tausend Knochen, meist waren diese beschädigt, wohl weil ihnen das Mark entnommen wurde. Es sind unterschiedlichste Spezies vertreten, so zum Beispiel Knochenstücke vom Reh, Rothirsch, Wildschwein, Biber oder Maulwurf bis hin zu solchen vom Auerochsen beziehungsweise anderen nicht näher bestimmten Arten, auch lassen sich mehrere Vogelsorten nachweisen. Das Artenspektrum variiert von Horizont zu Horizont, so finden sich im Horizont III von Siebenlinden 3 vorwiegend Wildschweinfragmente und in Horizont II von Siebenlinden 3 liegen Tierarten vor, die sich in anderen Schichten überhaupt nicht nachweisen lassen, wie der Elch oder sogar eine Muschel. Auffallend ist das Fehlen von Fischen, trotz Wassernähe, mit Ausnahme eines Perlfischzahnes. Perlfische kommen im Neckar nicht vor. Somit handelt es sich wohl kaum einen zufällig erhaltenen Teil eines erbeuteten Tieres, sondern eher um ein bewusst, eventuell als Schmuck, in das Lager gebrachtes Teil. Erklärt wurde dieser Umstand mit dem Vorhandensein von Haushunden, belegt in Siebenlinden 1 und 2, die sich an den Überbleibseln der Fische gütlich getan haben könnten. Die Hunde werden auch für die Anwesenheit von Knochen einiger Tierarten, die nicht zum normalen Beutespektrum von Menschen gehören, wie zum Beispiel dem Maulwurf, verantwortlich gemacht, so könnten die Hunde die Kadaver dieser Tiere zum Lagerplatz gebracht haben. Von besonderem Interesse sind auch zwei Metatarsusfragmente aus dem Horizont II von Siebenlinden 1, die zu einem Rentier gehören, ein Tier das für das Hochboreal Mitteleuropas nirgendwo sonst nachweisbar ist.
 Nur in geringer Zahl liegen Knochen- und Geweihartefakte vor, insgesamt dürfte es sich wohl um ein gutes Dutzend Objekte handeln, die meisten Stücke stammen aus Horizont II von Siebenlinden 1. Vertretene Objektgattungen umfassen Beile aus Hirschgeweih, Eber- bzw. Biberzahnmesser, Glätter und Meißel aus Hirschknochen, ebenso wie nicht näher bestimmbare aber offensichtlich bewusst zugerichtete Artefakte.

## Funktionsbereiche
Wegen der guten Erhaltung der Lagerplätze in den Lehmschichten lassen sich in den archäologischen Horizonten von Siebenlinden unterschiedliche Funktionsbereiche ausmachen.
 Im Horizont I von Siebenlinden 1 lassen sich kaum Aussagen über die Funktion einzelner Bereiche treffen, die Feuerstelle war wohl von einer Behausung umschlossen, Steinartefaktproduktion lässt sich hier nicht nachweisen, ebenso wurde hier wohl keine Jagdbeute zerlegt, was aus dem beinahe kompletten Fehlen von Schädelknochen geschlossen wird, wahrscheinlich wurde in der Behausung nur Nahrung zubereitet. Horizont II ist weit deutlicher gegliedert, hier konnten drei Funktionsbereiche ausgemacht werden, alle mit Steinartefaktproduktion und Zerlegung von Jagdbeute, Feuerstellen fanden sich in zwei der Bereiche, in einer der Zonen mit Feuerstellen wurde eine große Anzahl von Haselnussschalen gefunden.
 Siebenlinden 2 lässt sich in fünf Bereiche unterteilen, vier davon mit Steinartefaktproduktion, zwei der Zonen mit Steinartefaktproduktion könnten auch der Nahrungszubereitung gedient haben, in einem weiteren dieser Bereiche fand wohl auch die Zerlegung von Jagdbeute statt. Insgesamt fanden sich vier Feuerstellen, davon drei in den Arealen mit Steinartefaktproduktion, eine im fünften Bereich, der wohl zum Rehafting und Retooling und zur Geweihartefaktproduktion diente.
 In Horinzont II von Siebenlinden 3 finden sich zahlreiche Areale mit unterschiedlichen Funktionen, drei Feuerstellen liegen hier vor, zu welchen jeweils zwei Zonen gehören. Eine Feuerstelle verfügt über zwei Areale mit Steinartefaktproduktion, an den beiden Anderen sind eine Zone mit Steinartefaktproduktion entweder mit einem Bereich, der zur Geweihbearbeitung oder zum Rehafting und Retooling diente, vergesellschaftet. Die Zerlegung von Jagdbeute fand in zwei Bereichen am Rand des Lagers statt. Der Horizont III besitzt eine Zone, in der sich wohl eine Behausung befand, in diesem Bereich fand Rehafting und Retooling ebenso statt wie Nahrungszubereitung, auch liegen dort gleich zwei Feuerstellen. Eine andere Zone wurde zur Steinartefaktproduktion beziehungsweise zum Rehafting und Retooling verwendet, genauso wurde hier Jagdbeute zerlegt. Erwähnenswert ist auch ein Bereich in dem sich nur Abfall, vermutlich aus den Feuerstellen, befand. Abschließend sei noch Horizont IV genannt, wo sich nur zwei Bereiche ausmachen lassen, einer zur Zerlegung der Jagdbeute und einer zur Steinartefaktproduktion.

## Jüngere Funde
Zusätzlich zu den mesolithischen Funden in Siebenlinden gibt es auch eine größere Zahl an jünger zu datierenden Fundstücken. Diese jüngere Fundschicht findet sich nur in Siebenlinden 3, der Grund hierfür dürfte wohl in der bereits vor den Ausgrabungen durchgeführten Entfernung der oberen Sedimentschichten in Siebenlinden 1 und 2 liegen.
Horizont I von Siebenlinden 3 führt verschiedenste jüngere Objekte, diese reichen von modernen Keramikresten und eisernen Objekten bis hin zu latènezeitlicher und neolithischer Keramik, wobei sich nur eines der Gefäße in einem Zustand befindet, der eine nähere Einordnung zulässt. Dieses gemagerte Gefäß war wohl ein Trichtertopf, ähnlich denen der Schwieberdinger oder der Schussenrieder Kultur. Horizont Iu, der eine Art „Zwischenhorizont“  von Horizont I zu Horizont II darstellt, enthält einige neolithische Steinartefakte, zum Beispiel eine Klinge mit Lackglanz und zwei Bohrer. Die neolithischen Funde aus Horizont Iu werden aufgrund der Nähe zum spätmesolithischen Horizont II meist der Linearbandkeramik zugerechnet, die Zuordnung kann jedoch nicht als gesichert gelten.